# Georg Muffat
Georg Muffat (Megève, 1º giugno 1653 – Passavia, 23 febbraio 1704) è stato un organista e compositore tedesco.

## Biografia
Nato a Megève, in Savoia, il primo giugno del 1653, figlio di un soldato dell'esercito austriaco, Muffat frequentò il Ginnasio dei Gesuiti a Sélestat, in Alsazia, divenuta francese da soli 5 anni.
Probabilmente tra il 1663 ed il 1669 si stabilì a Parigi, dove fu allievo di Jean-Baptiste Lully e fece parte dell'entourage dei musicisti della corte. Nel 1671 è di nuovo in Alsazia, a Molsheim, per studiare all'Università dei Gesuiti. Gli venne affidata la carica di organista supplente del Capitolo che aveva sede in questa città, dal momento che la Cattedrale della città libera di Strasburgo fu a disposizione della Chiesa riformata fino all'annessione della città alla Francia nel 1781. 
I continui disordini spinsero il compositore ad allontanarsi trasferendosi dapprima a Ingolstadt, dove continuò gli studi, per poi sfuggire ai tumulti della guerra franco-austriaca spostandosi a Vienna nel 1674 e in seguito a Praga. Nel 1678 si stabilì a Salisburgo dove un anno più tardi venne nominato Organista e Maestro di Musica (Organaedus et Cubicularius) alla corte dell'arcivescovo di Salisburgo Maximilian Gandolph von Künburg, posto che conservò fino al 1687.
Negli anni 1681-1682 venne inviato dal suo mecenate a Roma, dove studiò sotto la guida di Bernardo Pasquini e dove conobbe Arcangelo Corelli, di cui subirà la forte impronta nella musica per archi.
Sotto l'effetto di questo viaggio, compose le Sonate (in realtà, si tratta di concerti grossi a 5) raccolte nell'Armonico Tributo e la raccolta di brani per organo Apparatus musico-organisticus, pubblicata nel 1690.
Nel 1687, dopo un soggiorno a Monaco di Baviera ed un passaggio ad Augusta, entrò al servizio della corte di Passavia come organista, dove nel 1690 divenne maestro di cappella del vescovo della locale diocesi, Sebastian Johann von Pötting, poi Johann Philipp von Lamberg.
A partire dal 1695 non si occupò più di organo e diede alla stampe le raccolte Florilegium 1 & 2, composte di suite di danze in stile francese, e Ausserlesene Instrumental-Music o Elite d'une Harmonie instrumentale... (1701), nella quale inserì, rimaneggiati, parecchi dei concerti dell'Armonico Tributo. 
La morte lo raggiunse a Passavia il 23 febbraio 1704.
Lasciò sette figli, tra i quali Gottlieb (Passavia, 1690 - Vienna, 1770) anch'egli valente musicista e compositore.
La sua istruzione francese e italiana gli permise di raggiungere la sintesi di stili caratteristica del barocco tedesco.
Fu inoltre il primo ad introdurre nei paesi di lingua tedesca il concerto grosso italiano e la suite in stile francese.
La sua produzione ebbe molta influenza su contemporanei e successori e si iscrive fra le più valide del periodo di transizione da Frescobaldi a Bach.

## Composizioni
- Musica vocale sacra, tra cui tre messe e un Salve Regina
- Sonate per vari strumenti (Armonico Tributo, 1682)
- Suites orchestrali (Florilegium primum, 1695 & secondum, 1698)
- 12 concerti grossi (Ausserlesene... instrumental musik 1701), rielaborazione dell'Armonico Tributo
- 12 toccate per organo (Apparatus Musico Organisticus, 1690)
- Partite per cembalo, (manoscritto)
- Sonata per violino e Basso, (manoscritto, composta a Praga nel 1677)

## Ascolti
Ouverture della Suite n. 2 Sperantis Gaudia, dal Florilegium Primum, 1695
 
Esecuzione della Advent Chamber Orchestra

## Discografia
- Armonico Tributo, Peter Van Heyghen, Les Muffatti (Ramée RAM0502)
- 12 Concerti Grossi 1701 della Musica Aeterna Bratislava (Naxos Records 8.555096, 8.555743)
- Toccate - Concerti da Chiesa, Martin Gester, Le Parlement de Musique, (Radio France - France Musique: Tempéraments TEM 316013)
- Apparatus Musico Organisticus, Adriano Falcioni (Brilliant Classic, EAN 5028421944937)